# متعلجمة والكرية
متعلجمة والكرية (الاسم العلمي: Batrachoides walkeri) (بالإنجليزية: Walker's toadfish)‏ هي نوع من الأسماك تتبع جنس المتعلجمة من فصيلة المتعلجمات.